# Skryje (okres Havlíčkův Brod)
Skryje (německy Skrey) jsou obec v okrese Havlíčkův Brod v Kraji Vysočina. Žije zde 195 obyvatel. Zajímavostí je, že Skryje leží na pomezí tří krajů: Vysočiny, Středočeského a Pardubického. Skryje mají tři části: Chrastice, Hostačov a vlastní Skryje. V Hostačově se nachází zámek, který byl dříve ve zbídačeném stavu, ale dnes je opravený a slouží jako restaurace.

## Části obce
- Skryje
- Hostačov
- Chrastice

## Historie
První písemná zmínka o obci pochází z roku 1464.
| Rok            | 1869 | 1880 | 1890 | 1900 | 1910 | 1921 | 1930 | 1950 | 1961 | 1970 | 1980 | 1991 | 2001 | 2006 | 2014 |
| Počet obyvatel | 542  | 459  | 486  | 503  | 441  | 478  | 488  | 405  | 242  | 206  | 227  | 214  | 194  | 192  | 179  |

## Pamětihodnosti
- Zámek Hostačov

## Osobnosti
- Václav Cemper (1911–1944), příslušník československého protinacistického odboje za 2. světové války

## Pověsti
Rosice si jednou s Chrasticemi vyměnily svůj zvon, ale zvony se v noci vrátily na své místo. Při přeletu se srazily tak prudce, až rosický zvon pukl a musel být přelit.

## Galerie

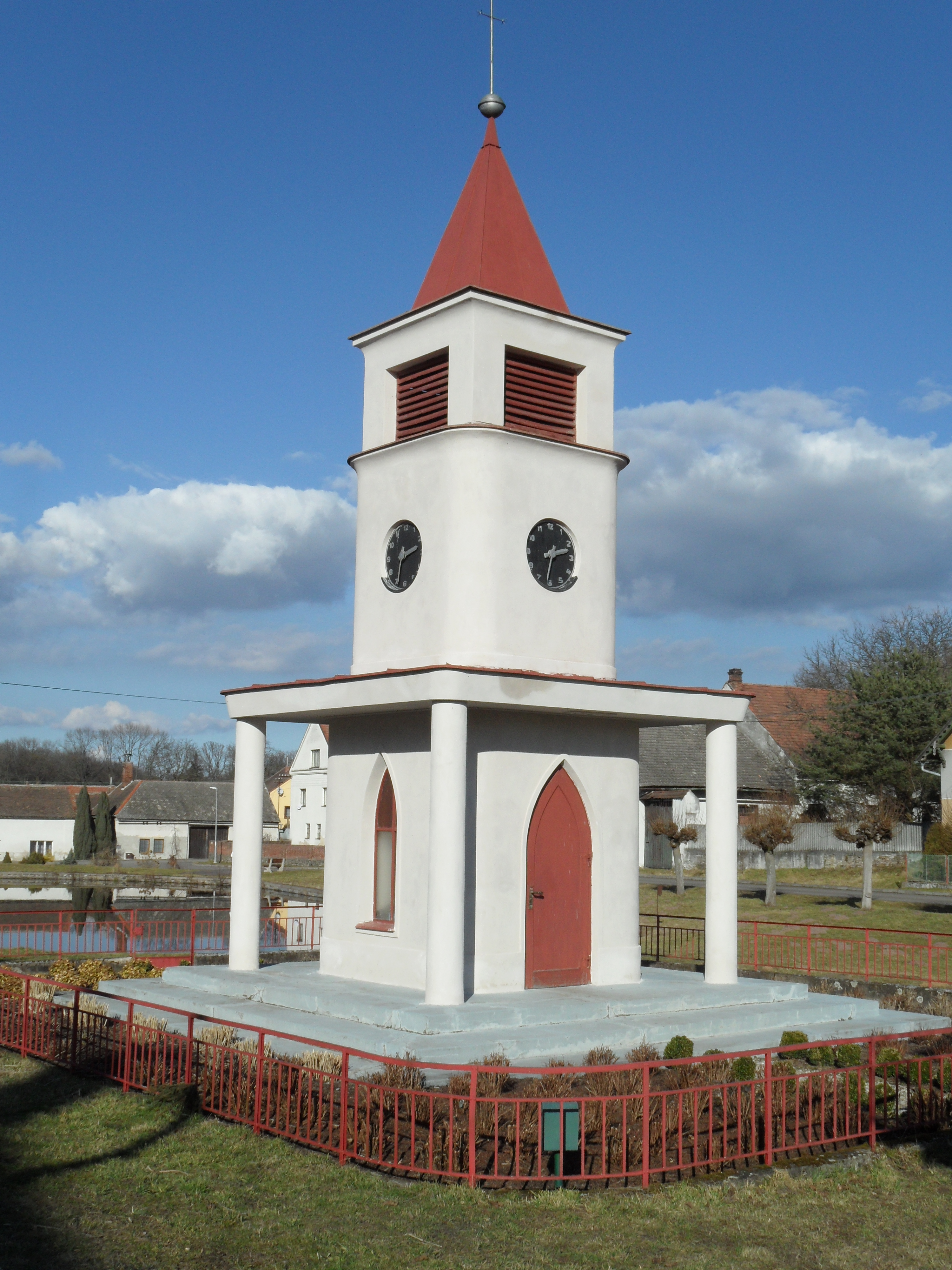
Kaple na návsi
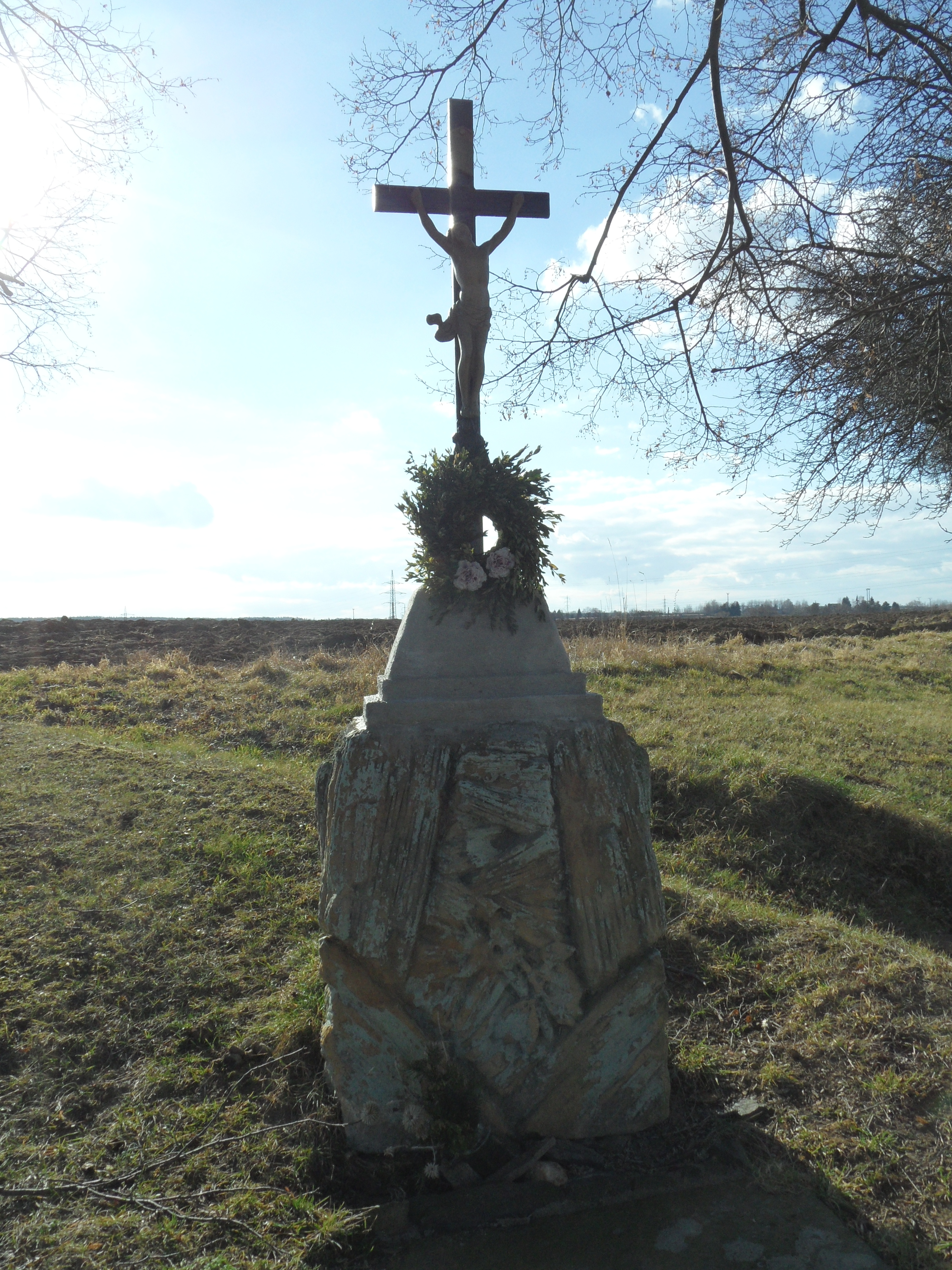
Křížek před obcí, u odbočky na Chrastice
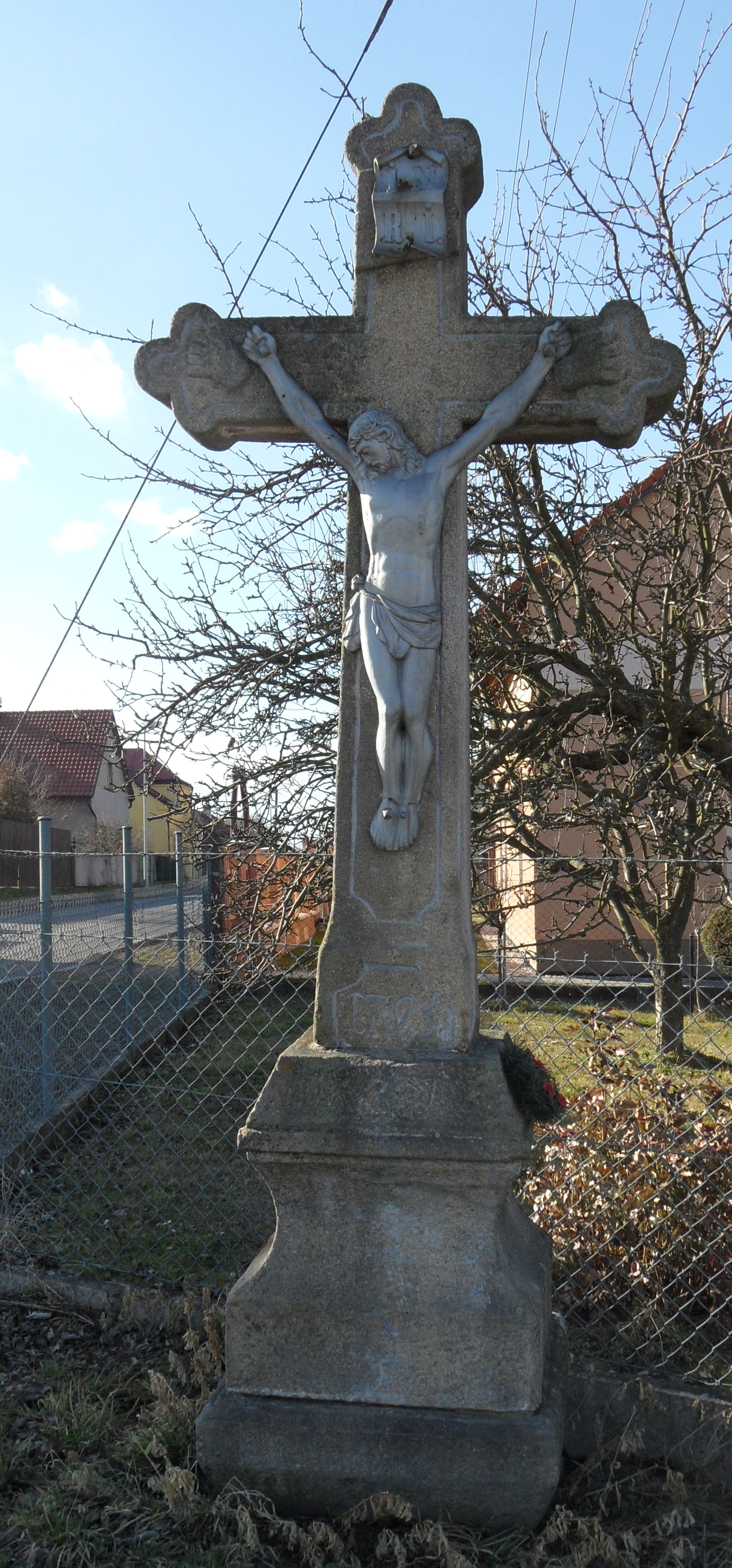
Křížek u čp. 31
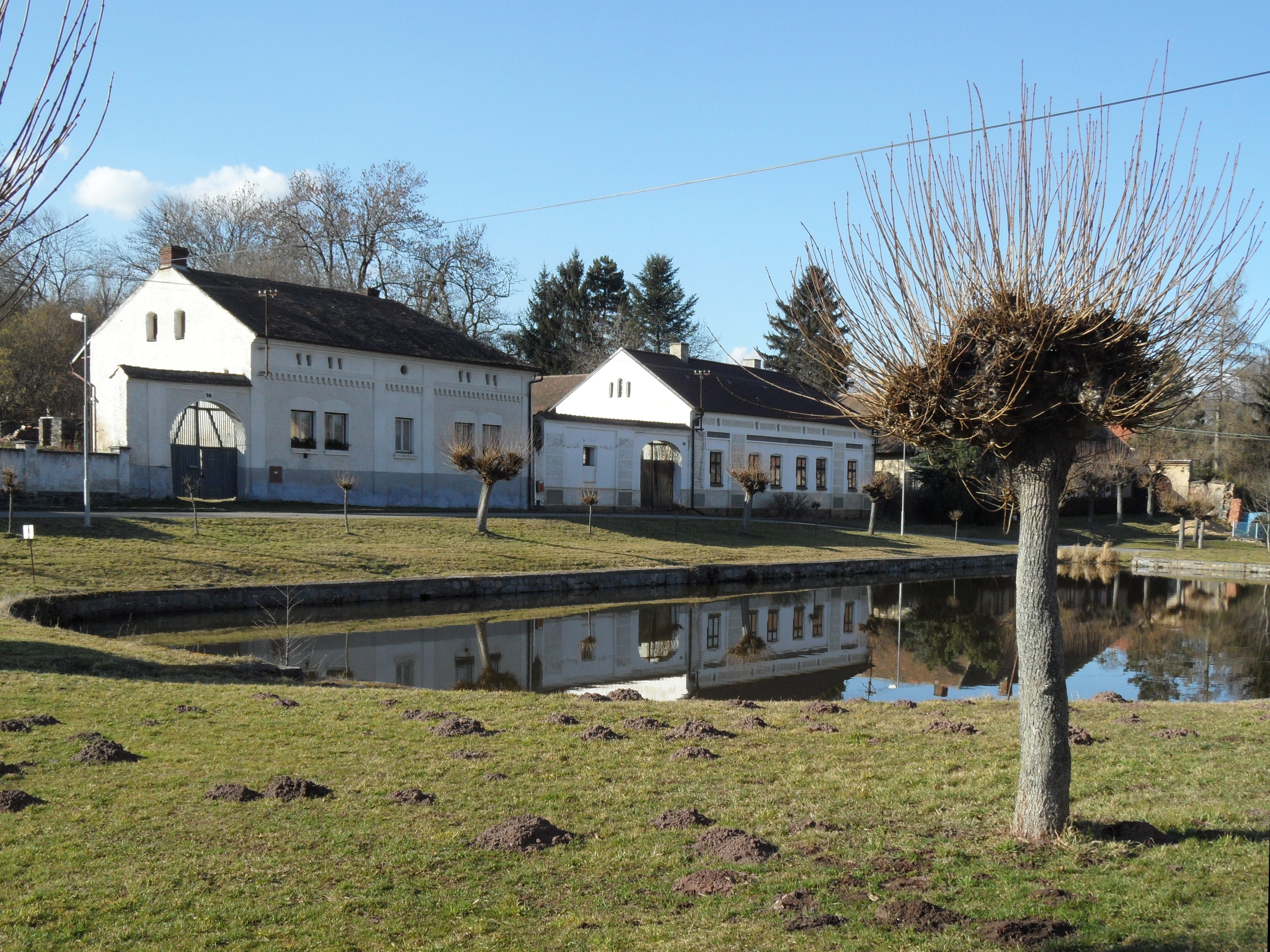
Domy na západní straně návsi
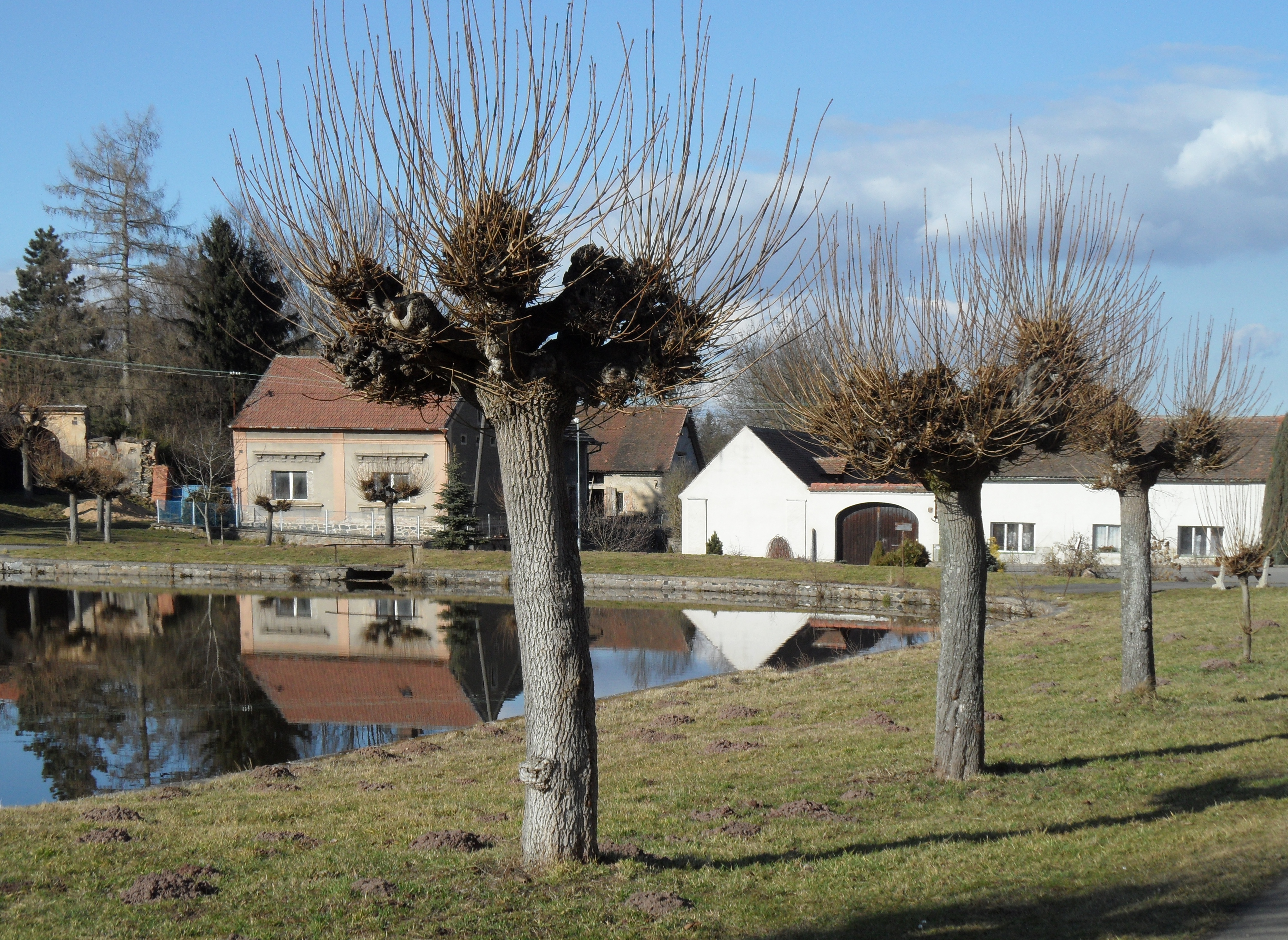
Domy na severní straně návsi
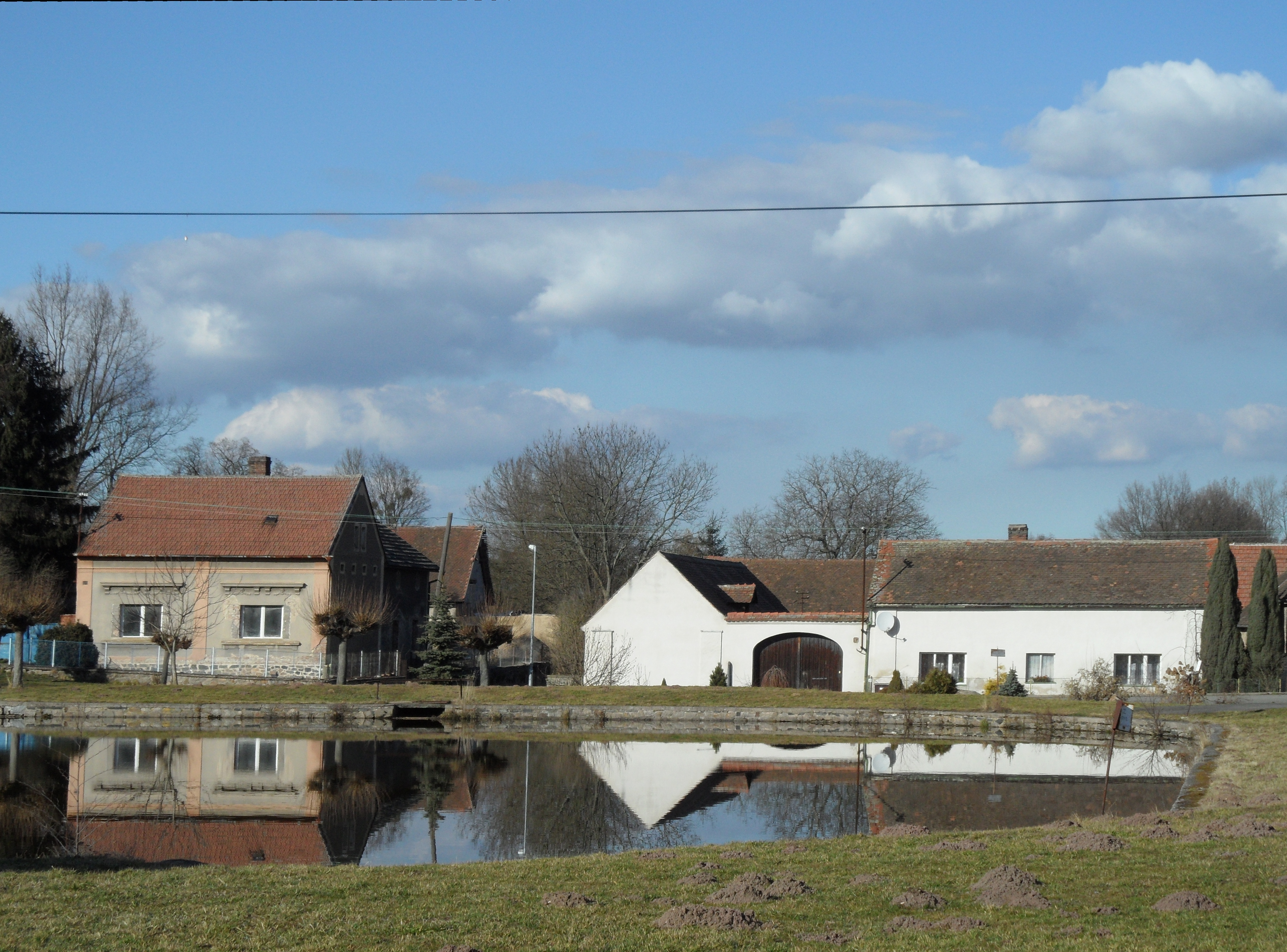
Severní strana návsi
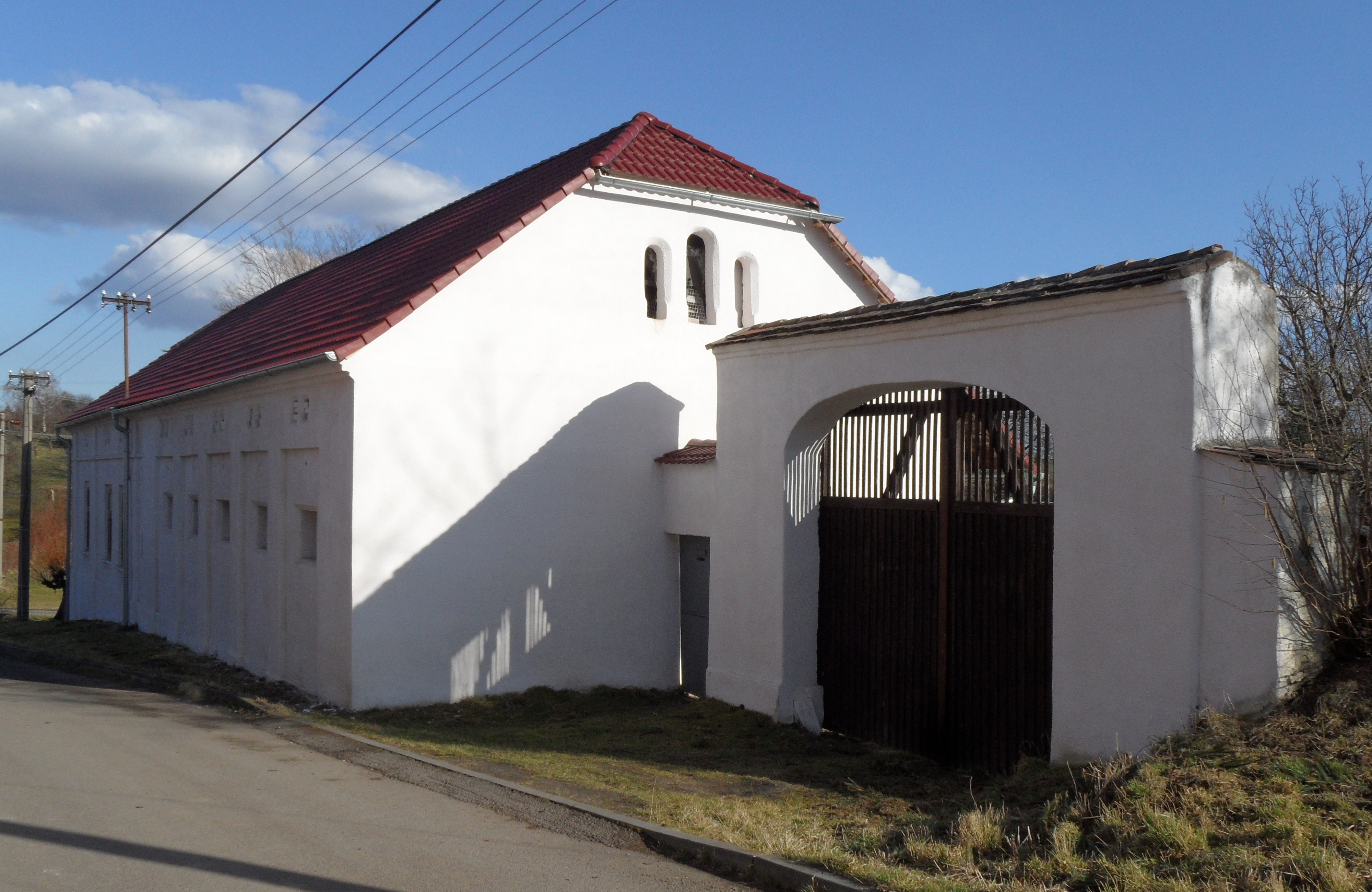
Dům s bránou čp. 1
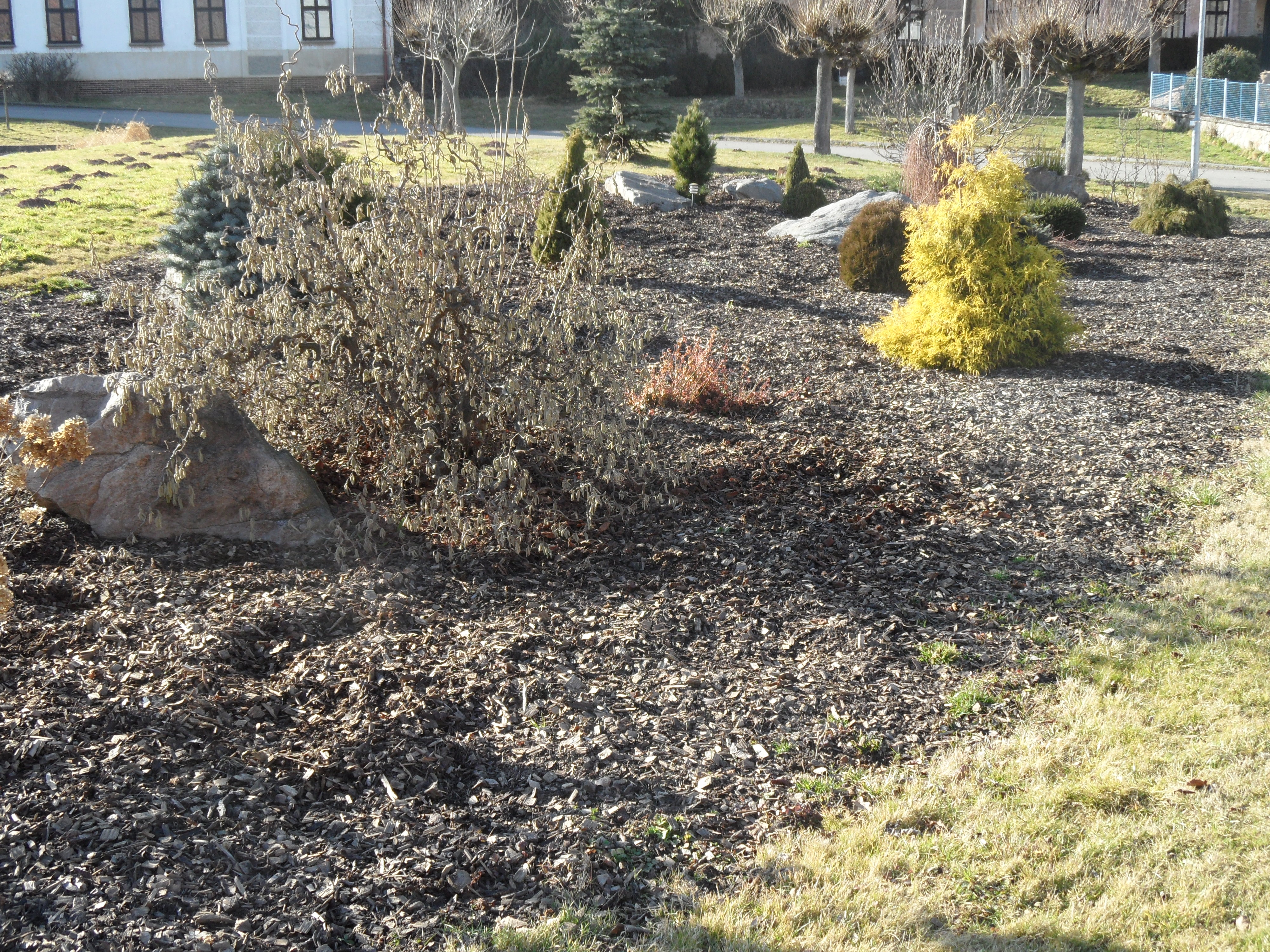
Skalka na návsi